# 霍霍利斯基
霍霍利斯基（羅馬化：Khokholʹskiy）是俄罗斯沃罗涅日州的市级镇、霍霍利斯基区行政中心，位于顿河支流杰维察河（Девица）畔，在州府沃罗涅日西方。
该地2021年人口有7,617人；2010年人口7,510；2002年人口7,885；1989年人口8,602。